# 紀勢自動車道
紀勢自動車道（きせいじどうしゃどう、英語: KISEI EXPWY）は、三重県多気郡多気町の勢和多気ジャンクション (JCT) から同県尾鷲市の尾鷲北インターチェンジ (IC) まで（三重県区間）と、和歌山県田辺市の南紀田辺ICから同県西牟婁郡すさみ町のすさみ南ICまで（和歌山県区間）の高速道路（高速自動車国道）である。
略称は紀勢道（きせいどう）。法令による高速自動車国道としての正式な路線名は、近畿自動車道尾鷲多気線（勢和多気JCT - 尾鷲北IC間）および近畿自動車道松原那智勝浦線（南紀田辺IC - すさみ南IC間）である。三重県区間と和歌山県区間の間は、2024年5月現在近畿自動車道紀勢線に並行する国道42号の自動車専用道路として整備が進められており、一部区間は供用を開始している。
高速道路ナンバリングによる路線番号は、近畿自動車道紀勢線（勢和多気 - 和歌山）を形成するため、三重県区間と和歌山県区間ともに「E42」が割り振られている。

## 概要

### 勢和多気JCT - 尾鷲北IC
三重県中部と東紀州（三重県南部）を結ぶ高速道路で、勢和多気JCTで伊勢自動車道に接続する。全線が国道42号にほぼ沿っており、山間部を通過するためトンネルが多い。2006年（平成18年）3月11日に最初の供用を開始し、2014年（平成26年）3月30日の開通で、三重県区間が全線開通した。豪雨・台風時に並行する国道42号が寸断されることがあるため、当道路の開通によって、東紀州の道路事情が大きく改善された。
事故等がなければ、ゴールデンウィーク・お盆などの行楽シーズンや年末年始などを含めて激しい渋滞になることはほとんどない。
2010年（平成22年）6月28日から2011年（平成23年）6月19日までの間、開通済み区間の全線において、高速道路無料化社会実験を行っていた。
勢和多気JCT - 紀伊長島IC間は、NEXCO中日本管轄である。道路カラーは、紀州の梅をイメージするうぐいす色（■）。紀伊長島IC以南は、高速道路会社によらない国と地方自治体の負担による新たな直轄事業である新直轄方式で計画されているため、通行料金は無料である。
2013年に、三重県北牟婁郡紀北町内で建設中の「赤羽川橋」において、完成済みの橋台が約20センチメートル傾いているのが確認され、これを受け国土交通省紀勢国道事務所が工事を休止して改修を行った。上記の問題は見られたが、当初の予定通り2013年度内に完成・開通することが出来た。

### 南紀田辺IC - すさみ南IC
和歌山県人口第2位の田辺市からすさみ町江住までを結ぶ高速道路である。
2003年（平成15年）12月25日、第1回国土開発幹線自動車道建設会議の決定で南紀白浜IC - すさみ南IC間が新直轄区間に選定され、さらに2006年（平成18年）2月7日に第2回国土開発幹線自動車道建設会議の決定では、有料道路方式による整備が決定していた南紀田辺IC - 南紀白浜IC間が新直轄方式に移行されたため、和歌山県区間は全線で新直轄方式で整備されることとなった。これにより、三重県区間の紀伊長島IC以南と同様に全線にわたり通行料金は無料である。
阪和自動車道と直結しているため、IC番号は阪和自動車道から連続したものとなっている。
2015年（平成27年）7月17日に台風11号の影響で土砂崩落が発生し、開通から5日で南紀田辺IC - 南紀白浜IC間が一時通行止めとなった。

### 路線名
1987年（昭和62年）6月30日に第四次全国総合開発計画（四全総）で高規格幹線道路として構想された。1987年（昭和62年）9月1日、四全総を受け国土開発幹線自動車道建設法が改正され、近畿自動車道紀勢線に指定された。
四全総で構想された紀勢自動車道に含まれる2024年現在の路線名・道路名は、下記のようになる。
| 路線名 | 路線名         | 路線番号 | 道路名                      | 区間                                                | 供用中/事業中                  | 備考                                                                         |
| ------ | -------------- | -------- | --------------------------- | --------------------------------------------------- | ------------------------------ | ---------------------------------------------------------------------------- |
| 紀勢線 | 松原那智勝浦線 | E26      | 阪和自動車道                | 松原IC - 和歌山JCT                                  | 供用中                         |                                                                              |
| 紀勢線 | 松原那智勝浦線 | E42      | 阪和自動車道                | 和歌山JCT - 有田IC                                  | 供用中                         | 海南IC - 吉備IC（現・有田IC）間は当初、 並行する海南湯浅道路として整備された |
| 紀勢線 | 松原那智勝浦線 | E42      | 湯浅御坊道路                | 有田IC - 御坊IC                                     | 供用中                         | 並行する一般国道自動車専用道路                                               |
| 紀勢線 | 松原那智勝浦線 | E42      | 阪和自動車道                | 御坊IC - 南紀田辺IC                                 | 供用中                         |                                                                              |
| 紀勢線 | 松原那智勝浦線 | E42      | 紀勢自動車道                | 南紀田辺IC - すさみ南IC                             | 供用中                         | 新直轄                                                                       |
| 紀勢線 | 松原那智勝浦線 | E42      | すさみ串本道路              | すさみ南IC - 串本IC（仮称）                         | 事業中                         | 並行する一般国道自動車専用道路                                               |
| 紀勢線 | 松原那智勝浦線 | E42      | 串本太地道路                | 串本IC（仮称） - 太地IC（仮称） - 那智勝浦町市屋    | 事業中                         | 並行する一般国道自動車専用道路                                               |
| 紀勢線 | 松原那智勝浦線 | E42      | 那智勝浦新宮道路            | 那智勝浦町市屋 - 那智勝浦IC - 新宮IC - 新宮市三輪崎 | 供用中                         | 並行する一般国道自動車専用道路                                               |
| 紀勢線 | -              | E42      | 那智勝浦新宮道路            | 那智勝浦町市屋 - 那智勝浦IC - 新宮IC - 新宮市三輪崎 |                                |                                                                              |
| 紀勢線 | 新宮道路       | E42      | 新宮IC - 新宮北IC           | 事業中                                              | 並行する一般国道自動車専用道路 |                                                                              |
| 紀勢線 | 新宮紀宝道路   | E42      | 新宮北IC - 紀宝IC           | 供用中                                              | 並行する一般国道自動車専用道路 |                                                                              |
| 紀勢線 | 紀宝熊野道路   | E42      | 紀宝IC - 熊野市久生屋町     | 事業中                                              | 並行する一般国道自動車専用道路 |                                                                              |
| 紀勢線 | 熊野道路       | E42      | 熊野市久生屋町 - 熊野大泊IC | 事業中                                              | 並行する一般国道自動車専用道路 |                                                                              |
| 紀勢線 | 尾鷲多気線     | E42      | 熊野尾鷲道路                | 熊野大泊IC - 尾鷲南IC - 尾鷲北IC                    | 供用中                         | 並行する一般国道自動車専用道路                                               |
| 紀勢線 | 尾鷲多気線     | E42      | 紀勢自動車道                | 尾鷲北IC - 勢和多気JCT                              | 供用中                         | 新直轄（尾鷲北IC - 紀伊長島IC）                                              |

国土開発幹線自動車道の路線名である近畿自動車道紀勢線として事業が行われていたが、2005年（平成17年）12月19日にNEXCO中日本から、勢和多気JCT - 大宮大台IC間の道路名を「紀勢自動車道」とすることが発表された。
道路名の紀勢自動車道の起点は勢和多気JCTであり、案内上も勢和多気JCT方面が上り線で尾鷲北IC方面が下り線として扱われるため、路線名の起終点は道路名の起終点と位置関係が逆になる。

## インターチェンジなど
- IC番号欄がの背景色が■である区間は開通区間。施設名欄の背景色が■である箇所は未開通区間または未供用施設。
- 略字は、JCTはジャンクション、ICはインターチェンジ、PAはパーキングエリア、TBは本線料金所をそれぞれ示す。

### 勢和多気JCT - 尾鷲北IC間
- 全区間三重県内に所在。

| 39-1                                        | 勢和多気JCT  | E23 伊勢自動車道       | 0.0  |                              | 多気郡          | 多気町          |
| 39                                          | 勢和多気IC   | 国道42号               | 0.7  |                              | 多気郡          | 多気町          |
| -                                           | 奥伊勢PA     | -                      | 7.8  |                              | 多気郡          | 大台町          |
| 1                                           | 大宮大台IC   | 国道42号               | 13.4 |                              | 多気郡          | 大台町          |
| 2                                           | 紀勢大内山IC | 県道68号紀勢インター線 | 23.8 |                              | 度会郡 大紀町   | 度会郡 大紀町   |
| -                                           | 大紀TB       | -                      | 24.4 | 本線料金所                   | 度会郡 大紀町   | 度会郡 大紀町   |
| 3                                           | 紀伊長島IC   | 国道422号              | 34.1 | ここから尾鷲北ICまで無料区間 | 北牟婁郡 紀北町 | 北牟婁郡 紀北町 |
| -                                           | 紀北PA       | -                      | 41.8 |                              | 北牟婁郡 紀北町 | 北牟婁郡 紀北町 |
| 4                                           | 海山IC       | 国道42号               | 49.2 |                              | 北牟婁郡 紀北町 | 北牟婁郡 紀北町 |
| 5                                           | 尾鷲北IC     | 国道425号              | 55.3 | 津・伊勢方面のみ             | 尾鷲市          | 尾鷲市          |
| E42 一般国道42号熊野尾鷲道路 熊野・新宮方面 |              |                        |      |                              |                 |                 |

### 南紀田辺IC - すさみ南IC間
- 全区間和歌山県内に所在。

| IC 番号            | 施設名           | 接続路線名                                                   | 起点から の距離 | 備考                                                                                | 所在地   | 所在地   |
| ------------------ | ---------------- | ------------------------------------------------------------ | --------------- | ----------------------------------------------------------------------------------- | -------- | -------- |
| E42 阪和自動車道   |                  |                                                              |                 |                                                                                     |          |          |
| 34                 | 南紀田辺IC       | 国道42号(田辺西バイパス)                                     | 0.0             | 阪和道(有料区間)と平面接続するため、本線料金所併設 ここから、すさみ南ICまで無料区間 | 田辺市   | 田辺市   |
| -                  | 救急車緊急退出路 | -                                                            | ↓               | 紀南病院に接続(上り線にのみ設置) 一般車両利用不可                                   | 田辺市   | 田辺市   |
| 35                 | 上富田IC         | 国道42号                                                     | 7.9             |                                                                                     | 西牟婁郡 | 上富田町 |
| -                  | 道の駅くちくまの | -                                                            | 9.2             | 上り線からのみ利用可                                                                | 西牟婁郡 | 上富田町 |
| 36                 | 南紀白浜IC       | 国道42号 白浜空港フラワーライン(県道34号) 県道34号白浜温泉線 | 14.4            |                                                                                     | 西牟婁郡 | 白浜町   |
| 37                 | 日置川IC         | 県道37号日置川大塔線                                         | 23.7            |                                                                                     | 西牟婁郡 | 白浜町   |
| 38                 | すさみIC         | 県道38号すさみ古座線                                         | 29.9            |                                                                                     | 西牟婁郡 | すさみ町 |
| 39                 | すさみ南IC       | 県道36号上富田すさみ線                                       | 39.3            |                                                                                     | 西牟婁郡 | すさみ町 |
| E42 すさみ串本道路 |                  |                                                              |                 |                                                                                     |          |          |

## 沿革
- 2005年（平成17年）12月19日 : NEXCO中日本が、路線名称を「紀勢自動車道」とすることを発表。
- 2006年（平成18年）3月11日 : 勢和多気JCT - 大宮大台IC間 開通[11]。
- 2009年（平成21年）
  - 2月5日 : 奥伊勢PA 開業[12]。
  - 2月7日 : 大宮大台IC - 紀勢大内山IC間 開通[12]。
- 2010年（平成22年）
  - 6月28日 : 全線で高速道路無料化社会実験を開始。
  - 11月29日 : 三瀬トンネルで、大型トラックなど3台が衝突し炎上する事故が発生。3人死亡、4人重軽傷。
- 2011年（平成23年）6月19日 : 無料化社会実験終了。
- 2012年（平成24年）3月20日 : 海山IC - 尾鷲北IC間 開通[3][13]。
- 2013年（平成25年）3月24日 :  紀勢大内山IC - 紀伊長島IC間 開通[14]。
- 2014年（平成26年）3月30日 : 紀伊長島IC - 海山IC間 開通[15]。
- 2015年（平成27年）
  - 5月28日 : 紀南河川国道事務所が、南紀田辺IC - すさみ南IC間を「紀勢自動車道」とすることを発表[16]。
  - 6月28日 : 紀北PA 開業[17]。
  - 7月12日 : 南紀田辺IC - 南紀白浜IC間 開通[18]。
  - 8月30日 : 南紀白浜IC - すさみ南IC間 開通[19]。
- 2019年（平成31年/令和元年）9月4日：国土交通省が紀勢道の暫定2車線区間のうち、勢和多気JCT - 紀勢大内山IC間を10 - 15年後を目処に4車線化する優先整備区間に選定する方針を発表[20][21][22]。
- 2020年（令和2年）
  - 3月10日 : 国土交通省が紀勢道の4車線化優先整備区間のうち、2020年度に新たに4車線化事業に着手する候補箇所として大宮大台IC - 紀勢大内山IC間の一部を選定[23][24][25]。
  - 3月31日：大宮大台IC - 紀勢大内山IC間の一部において、国土交通省より4車線化工事の事業許可を受ける[26]。
- 2021年（令和3年）
  - 3月5日 : 国土交通省が紀勢道の4車線化優先整備区間のうち、2021年度に新たに4車線化事業に着手する候補箇所として勢和多気JCT - 大宮大台IC間を選定[27][28][29]。
  - 3月30日：勢和多気JCT - 大宮大台IC間において、国土交通省より4車線化工事の事業許可を受ける[30]。

## 路線状況

### 車線・最高速度・料金
| 区間                     | 車線 上下線=上り線+下り線 | 最高速度 | 料金 | 備考 |
| ------------------------ | ------------------------- | -------- | ---- | ---- |
| 勢和多気JCT - 紀伊長島IC | 2=1+1 （暫定2車線）       | 70 km/h  | 有料 | ※    |
| 紀伊長島IC - 尾鷲北IC    | 2=1+1 （暫定2車線）       | 70 km/h  | 無料 |      |
| 南紀田辺IC - すさみ南IC  | 2=1+1 （暫定2車線）       | 70 km/h  | 無料 |      |

- ※ : 勢和多気JCT - 紀勢大内山IC間は4車線化優先整備区間[20][21][22]

全線でほぼ暫定2車線の対面通行となっている。ただし、途中奥伊勢PA付近の1.5キロメートル (km) の区間と菅谷川橋付近の1.4 kmの区間に追越車線を、紀伊長島IC - 海山IC間に0.6 - 0.7 kmと及び1.0 kmのゆずり車線を、それぞれ設けている。

### 道路施設

#### サービスエリア・パーキングエリア
三重県区間（勢和多気 - 尾鷲北）にある休憩施設は奥伊勢パーキングエリア(PA)・紀北PAの2か所が設置されている。奥伊勢PAは上下線とも一般的なパーキングエリアの設備内容である。紀北PAは上下集約となっていて、地域振興施設の「始神テラス」が設置されている。紀北町産の尾鷲ひのきを使用した木造2階建てで、災害時には一時避難所や広域応援支援の拠点となり、平常時は地域の物産販売や飲食、情報発信などにより紀北町の魅力をPRする。紀北町が約4億700万円をかけて建設した。両パーキングエリアとも夜間営業はしていない。
和歌山県区間（南紀田辺 - すさみ南）にある休憩施設は「道の駅くちくまの」のみである。この道の駅は実質パーキングエリアとして整備されており、上り線にのみ設置されているため上り線側からしか利用出来ないが、一般道からも利用できるようになっている。鉄骨平屋建ての物産販売棟と木造平屋建てのトイレ棟があり、物産販売棟では、地元の特産品をそろえて観光客らにPRするほか、飲食スペースも設けられている。駐車場は紀勢道側が24台、一般道側が20台。両駐車場間の出入りはできない。上富田町が約1億8400万円をかけて建設した。ガソリンスタンドは設置されていない。

### トンネルと主な橋梁
| 菅合トンネル下り線入口 |  | 滝辺トンネル下り線入口 |
| 菅合トンネル下り線入口 |  | 滝辺トンネル下り線入口 |

| 毘沙野トンネル下り線入口 |  | 大紀トンネル下り線入口 |
| 毘沙野トンネル下り線入口 |  | 大紀トンネル下り線入口 |

#### 三重県区間の構造物
| 区間                      | 構造物名称       | 長さ    | 備考                             |
| 勢和多気IC - 奥伊勢PA     | 色太トンネル     | 414 m   |                                  |
| 勢和多気IC - 奥伊勢PA     | 神瀬トンネル     | 719 m   |                                  |
| 奥伊勢PA - 大宮大台IC     | 三瀬トンネル     | 596 m   |                                  |
| 奥伊勢PA - 大宮大台IC     | 紀勢宮川橋       | 537 m   | 2005年度土木学会田中賞受賞       |
| 奥伊勢PA - 大宮大台IC     | 船木トンネル     | 1,062 m |                                  |
| 大宮大台IC - 紀勢大内山IC | 菅合トンネル     | 2,271 m |                                  |
| 大宮大台IC - 紀勢大内山IC | 滝辺トンネル     | 293 m   |                                  |
| 大宮大台IC - 紀勢大内山IC | 毘沙野トンネル   | 154 m   |                                  |
| 大宮大台IC - 紀勢大内山IC | 阿曽トンネル     | 768 m   |                                  |
| 大宮大台IC - 紀勢大内山IC | 大紀トンネル     | 1,716 m |                                  |
| 大宮大台IC - 紀勢大内山IC | 柏野トンネル     | 1,062 m |                                  |
| 大宮大台IC - 紀勢大内山IC | 崎トンネル       | 177 m   |                                  |
| 紀勢大内山IC - 紀伊長島IC | 駒トンネル       | 1,205 m |                                  |
| 紀勢大内山IC - 紀伊長島IC | 芦谷トンネル     | 444 m   |                                  |
| 紀勢大内山IC - 紀伊長島IC | 間弓トンネル     | 699 m   |                                  |
| 紀勢大内山IC - 紀伊長島IC | 川口トンネル     | 922 m   |                                  |
| 紀勢大内山IC - 紀伊長島IC | 紀勢荷坂トンネル | 2,986 m | 別資料2,991 m、紀勢自動車道 最長 |
| 紀伊長島IC - 紀北PA       | 紀伊長島トンネル | 1,040 m |                                  |
| 紀伊長島IC - 紀北PA       | 加田トンネル     | 543 m   |                                  |
| 紀伊長島IC - 紀北PA       | 古里第3トンネル  | 411 m   |                                  |
| 紀伊長島IC - 紀北PA       | 古里第2トンネル  | 430 m   |                                  |
| 紀伊長島IC - 紀北PA       | 古里第1トンネル  | 561 m   |                                  |
| 紀伊長島IC - 紀北PA       | 新道瀬トンネル   | 2,041 m |                                  |
| 紀北PA - 海山IC           | 始神トンネル     | 1,465 m |                                  |
| 紀北PA - 海山IC           | 海山トンネル     | 1,591 m |                                  |
| 海山IC - 尾鷲北IC         | 高丸山トンネル   | 2,612 m |                                  |
| 海山IC - 尾鷲北IC         | 馬越トンネル     | 2,272 m |                                  |

##### トンネルの数（三重県区間）
| 区間                      | 上り線 | 下り線 |
| ------------------------- | ------ | ------ |
| 勢和多気JCT - 勢和多気IC  | 0      | 0      |
| 勢和多気IC - 奥伊勢PA     | 2      | 2      |
| 奥伊勢PA - 大宮大台IC     | 2      | 2      |
| 大宮大台IC - 紀勢大内山IC | 7      | 7      |
| 紀勢大内山IC - 紀伊長島IC | 5      | 5      |
| 紀伊長島IC - 紀北PA       | 6      | 6      |
| 紀北PA - 海山IC           | 2      | 2      |
| 海山IC - 尾鷲北IC         | 2      | 2      |
| 合計                      | 26     | 26     |

#### 和歌山県区間の構造物
| 区間                  | 構造物名称         | 長さ    | 備考                                   |
| --------------------- | ------------------ | ------- | -------------------------------------- |
| 南紀田辺IC - 上富田IC | 稲成トンネル       | 570 m   | 別称：右会津トンネル                   |
| 南紀田辺IC - 上富田IC | 上万呂トンネル     | 398 m   | 別称：後呂地トンネル                   |
| 上富田IC - 南紀白浜IC | 平間トンネル       | 163 m   |                                        |
| 上富田IC - 南紀白浜IC | 十九渕第一トンネル | 388 m   |                                        |
| 上富田IC - 南紀白浜IC | 十九渕第二トンネル | 328 m   |                                        |
| 南紀白浜IC - 日置川IC | 富田坂第一トンネル | 166 m   |                                        |
| 南紀白浜IC - 日置川IC | 富田坂第二トンネル | 201 m   |                                        |
| 南紀白浜IC - 日置川IC | 要害山トンネル     | 68 m    |                                        |
| 南紀白浜IC - 日置川IC | 見草トンネル       | 2,380 m |                                        |
| 南紀白浜IC - 日置川IC | 椿トンネル         | 1,616 m | 別称：烏賊坂トンネル                   |
| 南紀白浜IC - 日置川IC | 田野井第一トンネル | 133 m   |                                        |
| 南紀白浜IC - 日置川IC | 田野井第二トンネル | 1,654 m |                                        |
| 南紀白浜IC - 日置川IC | 矢田トンネル       | 241 m   |                                        |
| 南紀白浜IC - 日置川IC | 大古トンネル       | 154 m   |                                        |
| 日置川IC - すさみIC   | 安宅トンネル       | 2,726 m |                                        |
| 日置川IC - すさみIC   | 周参見第一トンネル | 940 m   |                                        |
| すさみIC - すさみ南IC | 周参見第二トンネル | 2,648 m |                                        |
| すさみIC - すさみ南IC | 和深川トンネル     | 455 m   |                                        |
| すさみIC - すさみ南IC | 長井坂トンネル     | 2,841 m | 別称：黒崎トンネル、和歌山県区間で最長 |
| すさみIC - すさみ南IC | 見老津第一トンネル | 211 m   |                                        |
| すさみIC - すさみ南IC | 見老津第二トンネル | 959 m   |                                        |
| すさみIC - すさみ南IC | 江住トンネル       | 576 m   | 別称：西津浦トンネル                   |

##### トンネルの数（和歌山県区間）
| 区間                  | 上り線 | 下り線 |
| --------------------- | ------ | ------ |
| 南紀田辺IC - 上富田IC | 2      | 2      |
| 上富田IC - 南紀白浜IC | 3      | 3      |
| 南紀白浜IC - 日置川IC | 9      | 9      |
| 日置川IC - すさみIC   | 2      | 2      |
| すさみIC - すさみ南IC | 6      | 6      |
| 合計                  | 22     | 22     |

紀勢自動車道は、ほぼ全線が対面通行のため、トンネルや橋梁は上下線に1本ずつではなく、上下線合わせて1本になる。

### 道路管理者
- 中日本高速道路 名古屋支社
  - 津保全・サービスセンター : 勢和多気JCT - 紀伊長島IC
- 国土交通省 中部地方整備局
  - 紀勢国道事務所 : 紀伊長島IC - 尾鷲北IC
- 国土交通省 近畿地方整備局
  - 紀南河川国道事務所 : 南紀田辺IC - すさみ南IC

#### ハイウェイラジオ
- 紀勢荷坂（紀勢大内山IC - 紀伊長島IC）

### 交通量
※三重県区間
24時間交通量（台） 道路交通センサス
| 区間                      | 平成22（2010）年度 | 平成27（2015）年度 | 令和3（2021）年度 |
| ------------------------- | ------------------ | ------------------ | ----------------- |
| 勢和多気JCT - 勢和多気IC  | 11,713             | 07,081             | 07,207            |
| 勢和多気IC - 大宮大台IC   | 11,713             | 07,081             | 05,965            |
| 大宮大台IC - 紀勢大内山IC | 08,510             | 06,302             | 05,122            |
| 紀勢大内山IC - 紀伊長島IC | 調査当時未開通     | 05,629             | 03,816            |
| 紀伊長島IC - 海山IC       | 調査当時未開通     | 09,001             | 08,674            |
| 海山IC - 尾鷲北IC         | 調査当時未開通     | 11,489             | 11,342            |

（出典：「平成22年度道路交通センサス」・「平成27年度全国道路・街路交通情勢調査」・「」（国土交通省ホームページ）より一部データを抜粋して作成）
- 平成22年度の調査期間中において勢和多気JCT - 紀勢大内山ICでは、高速道路無料化社会実験が行われていた。
- 令和2年度に実施予定だった交通量調査は、新型コロナウイルスの影響で延期された[32]。

※和歌山県区間
24時間交通量（台） 道路交通センサス
| 区間                  | 平成27（2015）年度 | 令和3（2021）年度 |
| --------------------- | ------------------ | ----------------- |
| 南紀田辺IC - 上富田IC | 7,892              | 09,269            |
| 上富田IC - 南紀白浜IC | 9,149              | 11,158            |
| 南紀白浜IC - 日置川IC | 8,329              | 10,548            |
| 日置川IC - すさみIC   | 5,289              | 06,635            |
| すさみIC - すさみ南IC | 4,239              | 05,402            |

（出典：「平成27年度全国道路・街路交通情勢調査」・「令和3年度全国道路・街路交通情勢調査」（国土交通省ホームページ）より一部データを抜粋して作成）
- 令和2年度に実施予定だった交通量調査は、新型コロナウイルスの影響で延期された[32]。

## 地理

### 通過する自治体
- 三重県
  - 多気郡多気町 - 多気郡大台町 - 度会郡大紀町 - 多気郡大台町 - 度会郡大紀町 - 北牟婁郡紀北町 - 尾鷲市
- 和歌山県
  - 田辺市 - 西牟婁郡上富田町 - 西牟婁郡白浜町 - 西牟婁郡すさみ町

### 接続する高速道路
- E23 伊勢自動車道（勢和多気JCTで接続）
- E42 熊野尾鷲道路（尾鷲北ICで直結）
- E42 阪和自動車道（南紀田辺ICで直結）
- E42 すさみ串本道路（すさみ南ICで直結予定 : 事業中）

### 道路の位置関係
近畿自動車道紀勢線
（大阪・和歌山方面） - E26 E42 阪和自動車道 - ※E42 湯浅御坊道路 - E42 阪和自動車道 - E42 紀勢自動車道 - ※E42 すさみ串本道路 - ※E42 串本太地道路 - ※E42 那智勝浦新宮道路 - ※E42 新宮道路 - ※E42 新宮紀宝道路 - ※E42 紀宝熊野道路 - ※E42 熊野道路 - ※E42 熊野尾鷲道路 - E42 紀勢自動車道 - （津・名古屋方面）
※は並行する一般国道自動車専用道路を示す。

## ギャラリー

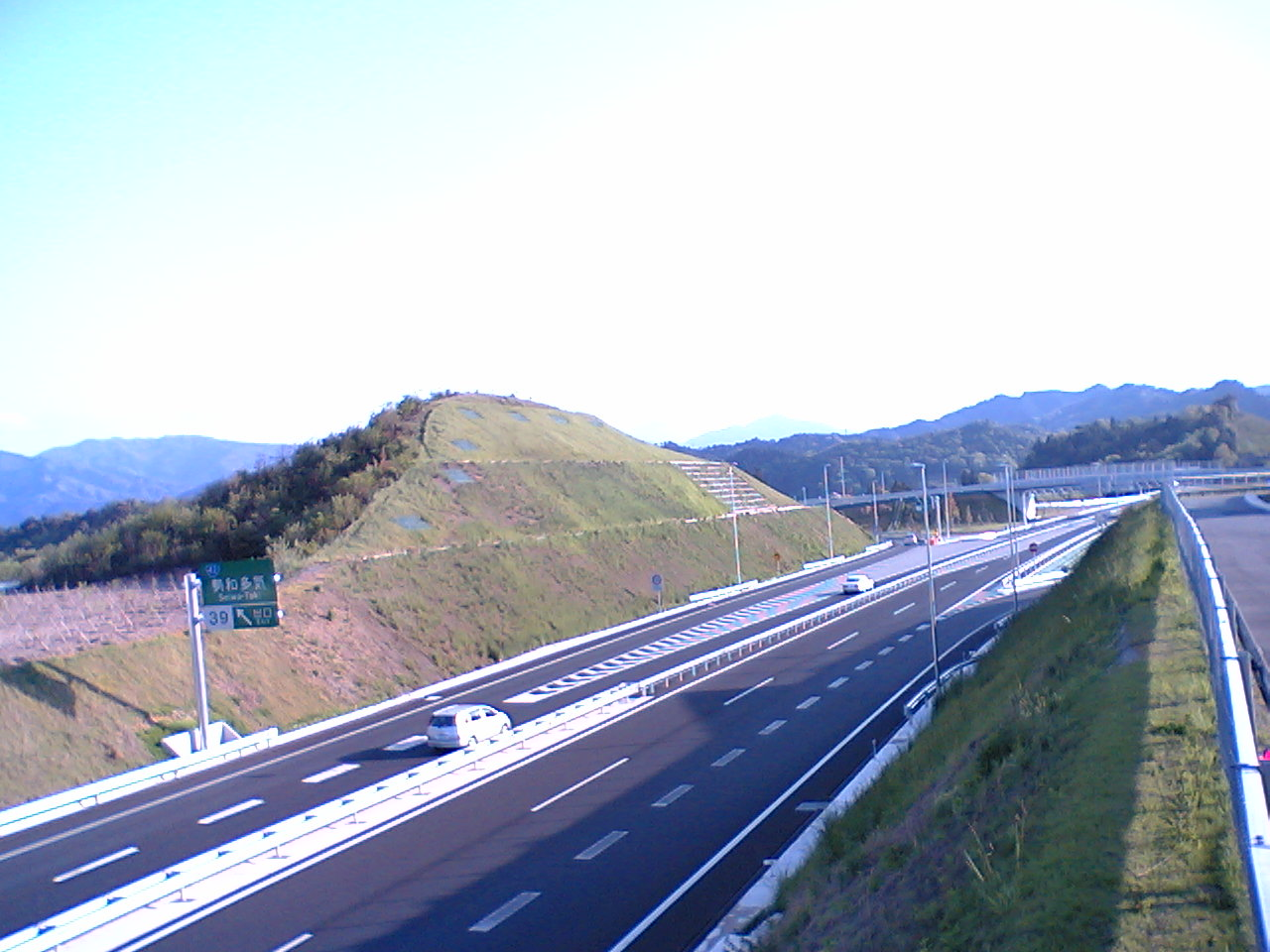
多気郡多気町（旧・多気郡勢和村）にて撮影
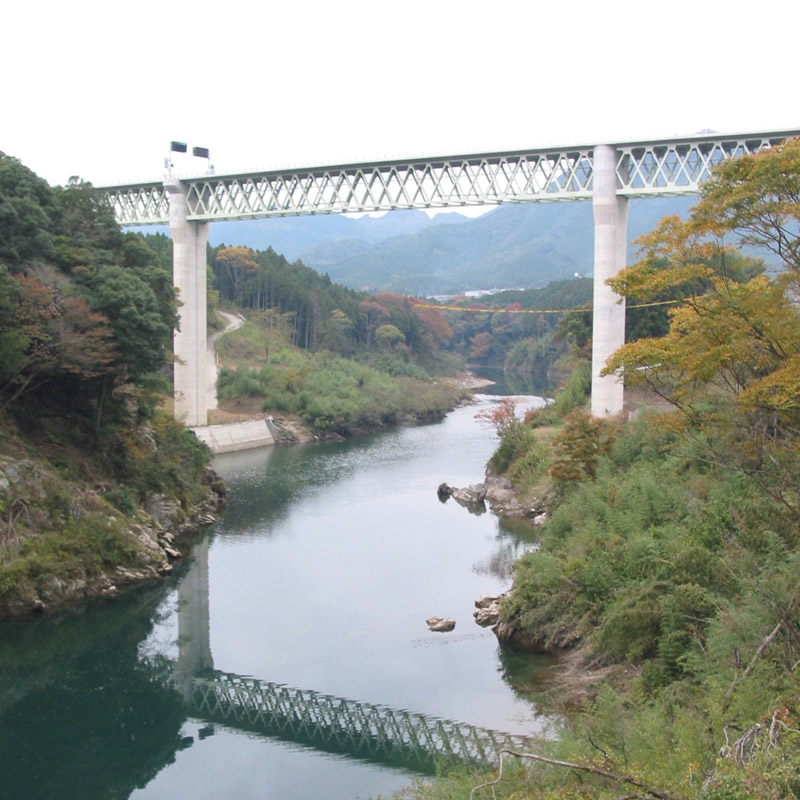
紀勢宮川橋
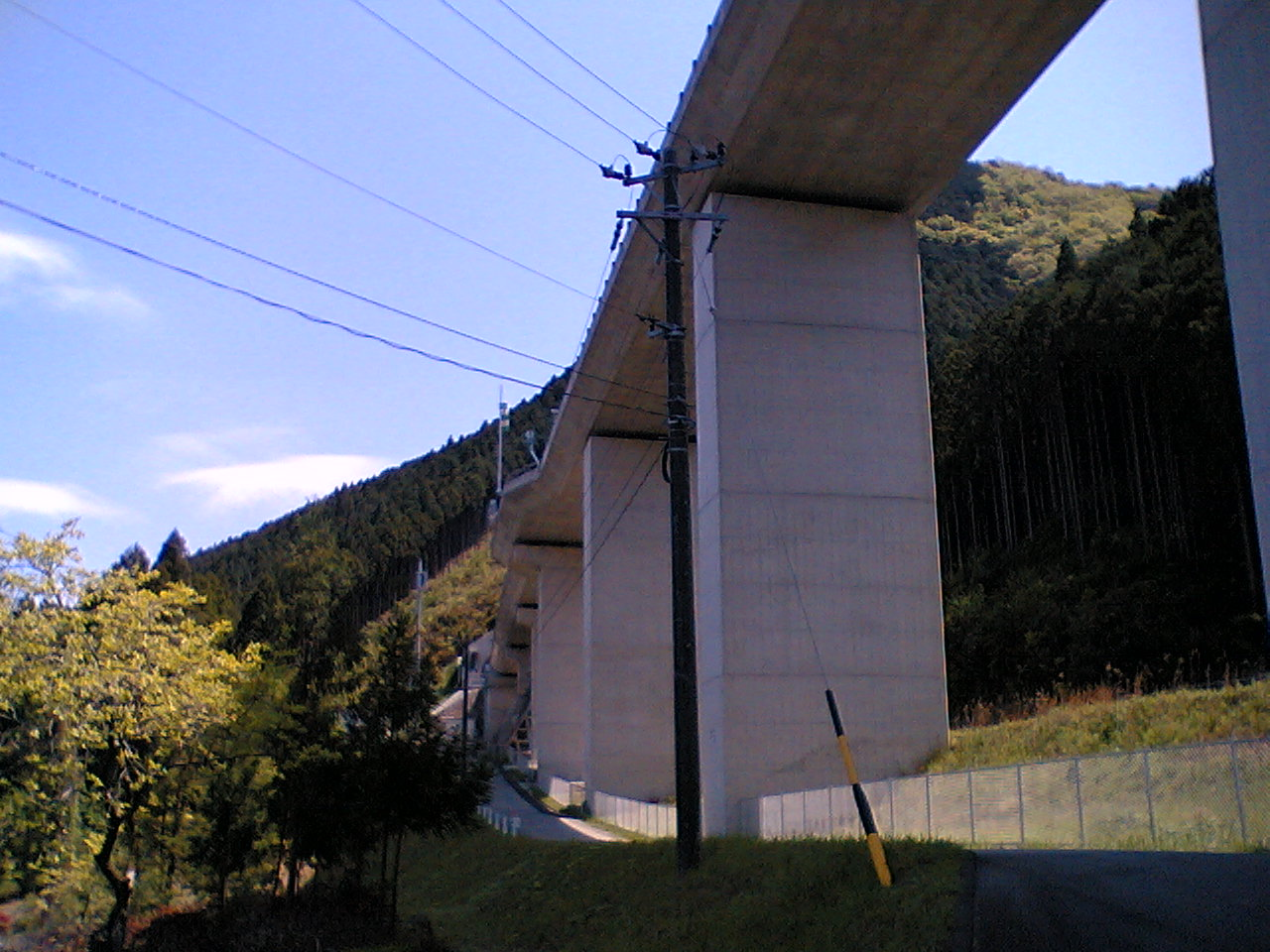
度会郡大紀町（旧・度会郡大宮町）にて撮影
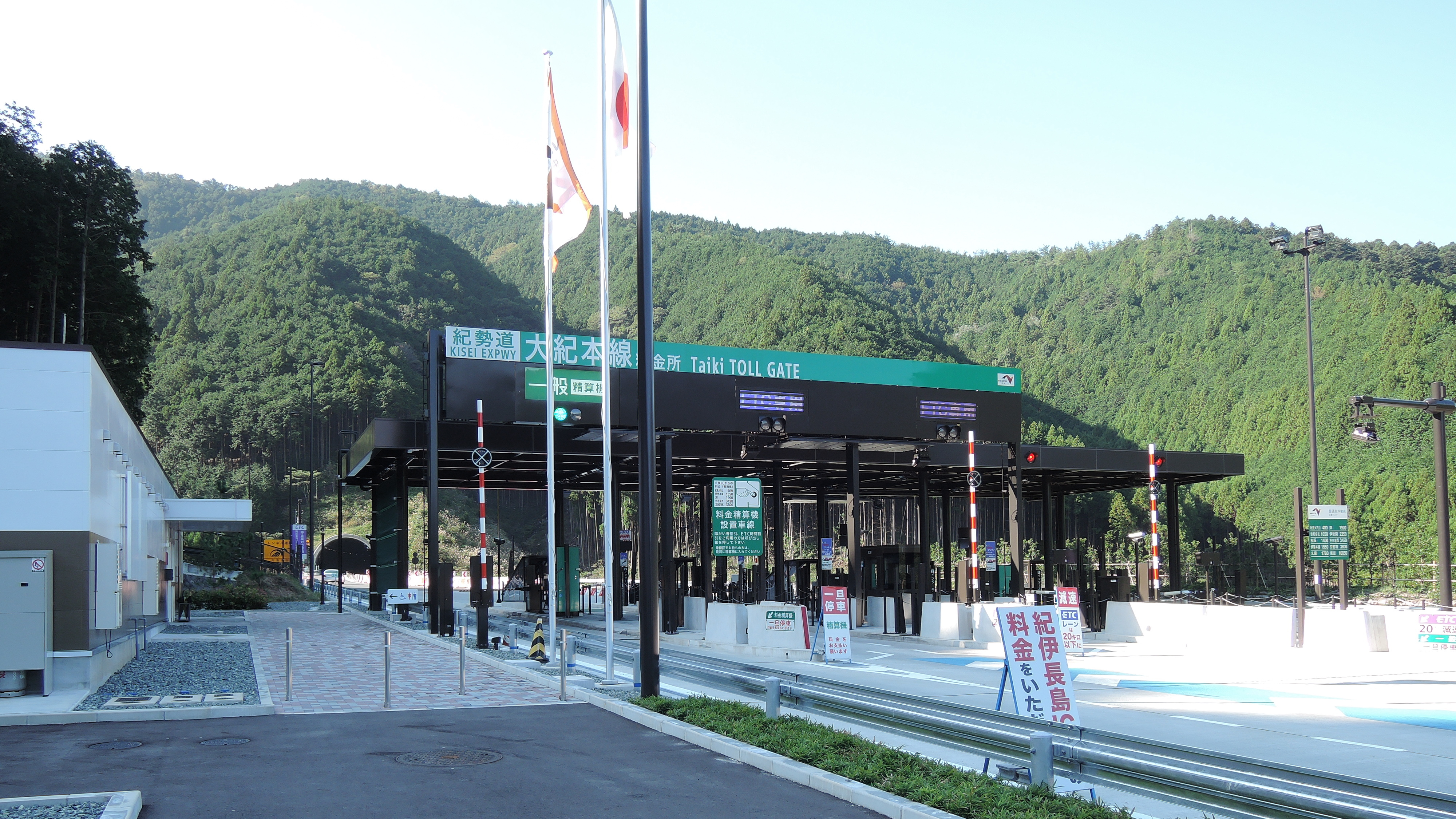
大紀本線料金所